# Équipe cycliste Kyiv Capital Racing
L'équipe cycliste Kyiv Capital Racing (Kiev Capital Racing en forme francisée) est une équipe cycliste continentale ukrainienne active en 2015. Elle ne doit pas être confondue avec l'équipe ukrainienne Kyiv Capital, issue de l'équipe Kolss.

## Histoire de l'équipe
L'équipe est créée en 2015. Douze coureurs ukrainiens constituent son effectif : Dmytro Artemenko (jusqu'au 30 juin), Konstantin Ashurov, Pavlo Bondarenko, Igor Gregul, Oleksiy Kasyanov, Andriy Khripta, Daniil Kondakov, Sergiy Kozachenko, Anton Moruga, Iurii Shumilov, Mykyta Skorenko et Valerii Taradai. Andriy Khripta remporte le Grand Prix ISD le 7 juin et Sergiy Kozachenko devient champion d'Ukraine sur route espoirs le 27 juin.
L'équipe s'arrête après un an d'existence. 

## Principales victoires

### Championnats nationaux
- Championnats d'Ukraine sur route : 1
  - Course en ligne espoirs : 2015 (Sergiy Kozachenko)

## Classements UCI
L'équipe participe aux circuits continentaux et principalement à des épreuves de l'UCI Europe Tour. Le tableau ci-dessous présente le classement de l'équipe sur ce circuit, ainsi que son meilleur coureur au classement individuel.
UCI Europe Tour
| Saison | Classement par équipes | Meilleur coureur au classement individuel |
| ------ | ---------------------- | ----------------------------------------- |
| 2015   | 54e                    | Andriy Khripta (145e)                     |

## Kyiv Capital Racing en 2015

### Effectif
| Cycliste           | Date de naissance | Nationalité | Équipe 2014 |  |
| ------------------ | ----------------- | ----------- | ----------- |  |
| Dmytro Artemenko   | 22 juin 1994      | Ukraine     |             |  |
| Konstantin Ashurov | 10 octobre 1996   | Ukraine     |             |  |
| Pavlo Bondarenko   | 10 septembre 1996 | Ukraine     |             |  |
| Igor Gregul        | 30 décembre 1993  | Ukraine     |             |  |
| Oleksiy Kasyanov   | 22 février 1992   | Ukraine     | Kolss       |  |
| Andriy Khripta     | 29 novembre 1986  | Ukraine     | Kolss       |  |
| Daniil Kondakov    | 25 septembre 1994 | Ukraine     |             |  |
| Sergiy Kozachenko  | 18 mai 1994       | Ukraine     |             |  |
| Anton Moruha       | 12 avril 1995     | Ukraine     |             |  |
| Iurii Shumilov     | 26 septembre 1995 | Ukraine     |             |  |
| Mykyta Skorenko    | 28 juin 1993      | Ukraine     | Kolss       |  |
| Valerii Taradai    | 11 août 1994      | Ukraine     |             |  |

### Victoires
| Date       | Course                                  | Pays    | Classe | Vainqueur         |
| ---------- | --------------------------------------- | ------- | ------ | ----------------- |
| 07/06/2015 | Grand Prix ISD                          | Ukraine | 1.2    | Andriy Khripta    |
| 27/06/2015 | Championnat d'Ukraine sur route espoirs | Ukraine | CN     | Sergiy Kozachenko |